# 泛亞環保集團
泛亞環保集團有限公司，簡稱泛亞環保集團或泛亞環保（Pan Asia Environmental Protection Group Limited，港交所：0556），前身於1996年在江蘇無錫成立「無錫泛亞環保科技有限公司」，1998年，由蔣泉龍（主席）收購該公司股權。

## 历史
業務主要為在中國內地經營煙氣處理及水處理設備销售服务，及环境工程设计、咨询、施工等業務。
股份在2007年12月21日於港交所主板上市。招股價為2.4至3港元，發行股份為2億股，集資額為6億港元。